# Calicina serpentinea
Calicina serpentinea is een hooiwagen uit de familie Phalangodidae. De wetenschappelijke naam van Calicina serpentinea gaat terug op Briggs & Hom.